# Piri & Tommy
Piri & Tommy — англійський драм-енд-бейс дует з Манчестера, Англія, створений у 2021 році.
До складу гурту входять Софі «Пірі» Макберні (Sophie «Piri» McBurnie) та Томмі Вільєрс (Tommy Villiers).
Зі своїм синглом «On & On» пара посідає 99 місце в UK Singles Chart.
У жовтні 2022 року вони випустили свій дебютний мікстейп froge.mp3.

## Історія
МакБерні та Вільєрс вперше зустрілися у 2020 році через Instagram, коли МакБерні знайшла акаунт Вільєрса, написала йому повідомлення, і згодом вони почали зустрічатися.
Софі: «По суті, я побачила фотографію іншого гурту Томмі в Twitter і подумала, що він гарний. Потім я знайшла Instagram [гурту] і незабаром зайшла до його акаунта!»
Томмі: «Ми зустрілися на побаченні в Пікаділлі-Гарденс у Манчестері, і це було найкраще перше побачення… тож потім у нас було ще одне… і ще одне…».
Їх об'єднала спільна любов до танцювальних виконавців, таких як Disclosure і Kaytranada, тож вони почали створювали музику разом.
Вільєрс продюсував перші два сингли МакБерні, «It's a Match» і «Soft Spot», останній з яких отримав понад 18 мільйонів трансляцій на Spotify.
Пізніше вони випустили сингли «Beachin» і «On & On».
«Soft Spot», «Beachin» і «On & On» з'явилися на їхньому дебютному мікстейпі froge.mp3, який вони випустили в жовтні 2022 року.
Вони виступали на фестивалі Reading Festival 2022, а пізніше підписали контракт з лейблом Polydor Records.
У листопаді 2022 року гурт Piri & Tommy випустив кавер-версію пісні виконавця Charli XCX, «Unlock It», яка стала популярною в TikTok.
У грудні 2022 року радіо BBC Radio 1 оголосило 10 номінантів «Sound of 2023»: FLO, Fred again.., Nia Archives, Cat Burns, Gabriels, Asake, Biig Piig, DYLAN, Piri & Tommy, Rachel Chinouriri.
У січні 2023 року BBC Radio 1 оголосило переможцем гурт FLO.
У січні 2023 року Макберні оголосила через TikTok, що вони з Вільєрсом розлучилися.
Розрив отримав висвітлення від радіостанції Capital Dance, а Макберні заявила в іншому відео, що вони все ще створюватимуть музику разом.

## Музичний стиль і впливи
Критики класифікували музику гурту як драм-енд-бейс, поп, і денс.
МакБерні зазначила, що виросла, слухаючи таких виконавців, як Arctic Monkeys, однак зараз її надихають переважно Disclosure, MJ Cole і PinkPantheress.
Вільєрс виріс, слухаючи таких виконавців, як Red Hot Chili Peppers, The Meters, Ed Rush і Lemon Jelly, але каже, що зараз його надихають Disclosure і Kaytranada.

## Дискографія

### Мікстейпи
- Froge.mp3 (2022)

### Сингли
| Назва            | Рік  | Альбом               |
| ---------------- | ---- | -------------------- |
| «Soft Spot»      | 2021 | froge.mp3            |
| «Beachin»        | 2022 | froge.mp3            |
| «Words»          | 2022 | froge.mp3            |
| «On &amp; On»    | 2022 | froge.mp3            |
| «Unlock It»      | 2022 | Сингли поза альбомом |
| «Updown»         | 2023 | Сингли поза альбомом |
| «Nice 2 Me»      | 2023 | Сингли поза альбомом |
| «Lovergirl»      | 2023 | Сингли поза альбомом |
| «Bluetooth»      | 2023 | Сингли поза альбомом |
| «Christmas Time» | 2023 | Сингли поза альбомом |